# François-Théodore Legras
Pour les articles homonymes, voir Legras.
François-Théodore Legras, né le 27 décembre 1839 dans le hameau de La Grande Catherine à Claudon (Vosges) et mort le 2 août 1916 à Paris, est un maître verrier français.

## Biographie
Son enfance passée dans un tout petit hameau, en pleine nature, au cœur de la forêt de Darney, l'une des plus belles forêts de France, l'a vraisemblablement marqué et va devenir source d'inspiration pour ses créations axées sur la faune, la flore et surtout sur les paysages de forêts et lacustres qui ponctuent la vallée de l'Ourche.
Âgé de 20 ans, il entre comme commis dans des verreries proches de son hameau natal. C'est là qu'il apprend son métier.

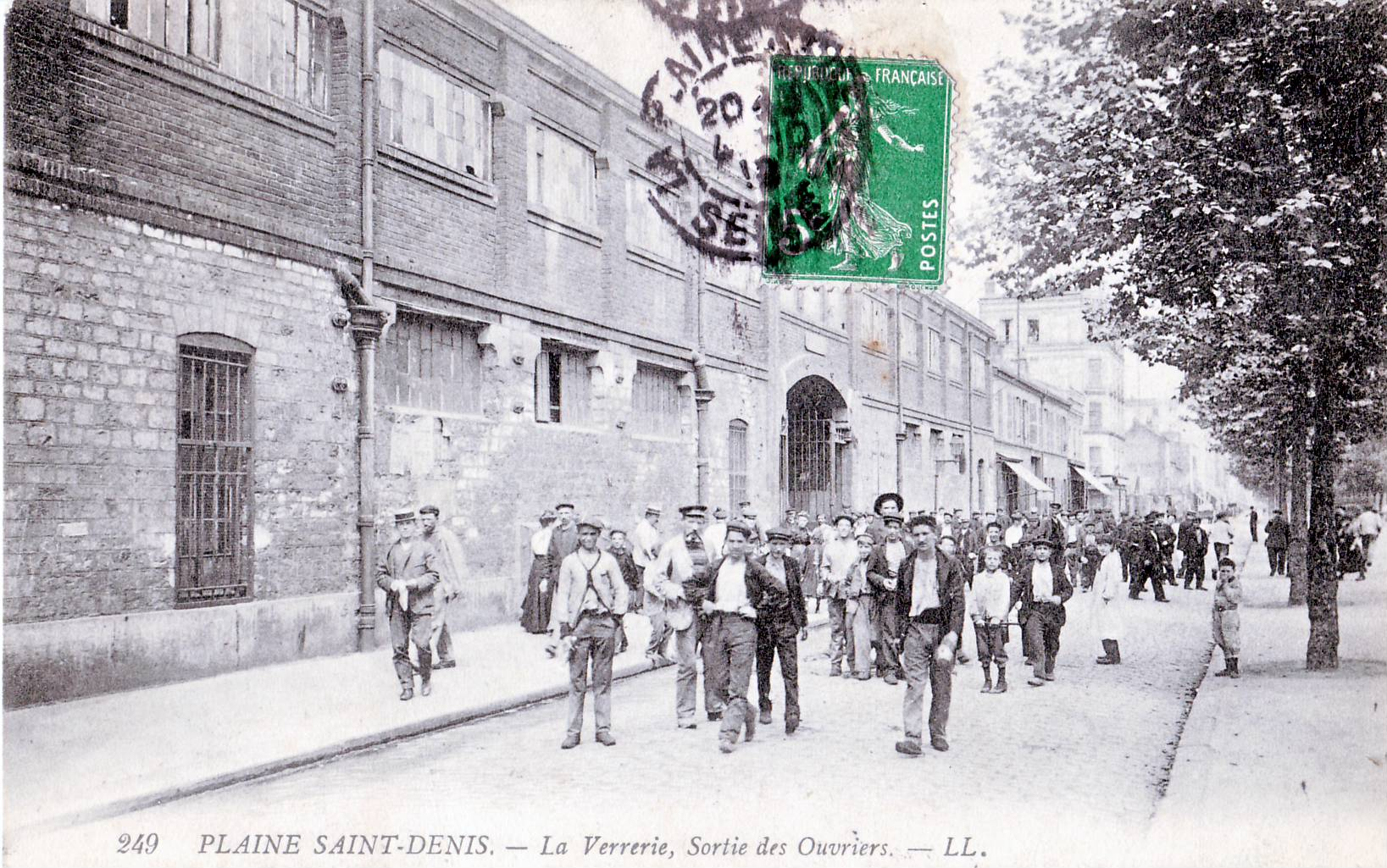
L'usine Legras à Saint-Denis

À 24 ans, il quitte ses Vosges natales pour aller travailler à la verrerie de La Plaine Saint-Denis, quartier de la ville de Saint Denis proche de Paris, où il est embauché comme commis.
Six mois plus tard, il devient chef de fabrication et en 1866, âgé de 27 ans, il devient directeur de la verrerie. Il fait alors construire une nouvelle usine moderne et une cité ouvrière qui devient au fil des années un ensemble industriel de près de 20 000 mètres carrés.
Il devient président directeur général de Legras et Cie, puis de la Verrerie et Cristallerie de Saint-Denis.
Il participe à de nombreuses expositions nationales et internationales où il est très souvent récompensé. Il a également été responsable de la partie verrerie et cristallerie de l'Exposition universelle de 1900 à Paris.
En 1909, il cède la direction de son entreprise à son neveu Charles Legras. À partir de 1914, la production change de style et s'inspire de l'Art déco, avec un retour aux lignes simples et à une certaine sobriété. La production Legras sera effective jusqu'en 1928.

## Œuvres
Les bouteilles à sujet
Sur des thèmes divers comme Jeanne d'Arc ou, plus connus, des modèles de la Tour Eiffel et de Napoléon. De nombreuses réalisations également sur le thème des personnages de la Troisième République. Les vases Legras, en pâte de verre, gravés à l'acide, rencontrent un franc succès sur le marché de l'Art.
Production artistique
Il fait partie des quatre maîtres verriers à la fondation de l'Art nouveau avec Gallé, Daum et Lalique. Très grande variété de l'œuvre avec de considérables modèles de formes et décors variés. La méthode de classement la plus utilisée est celle en fonction des thèmes décoratifs comme les paysages, les fleurs, la faune.

## Galerie

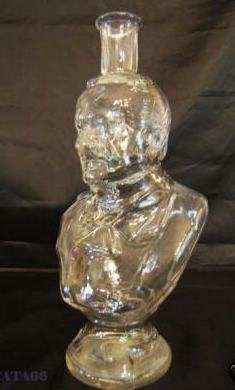
Bouteille Thiers, vers 1890
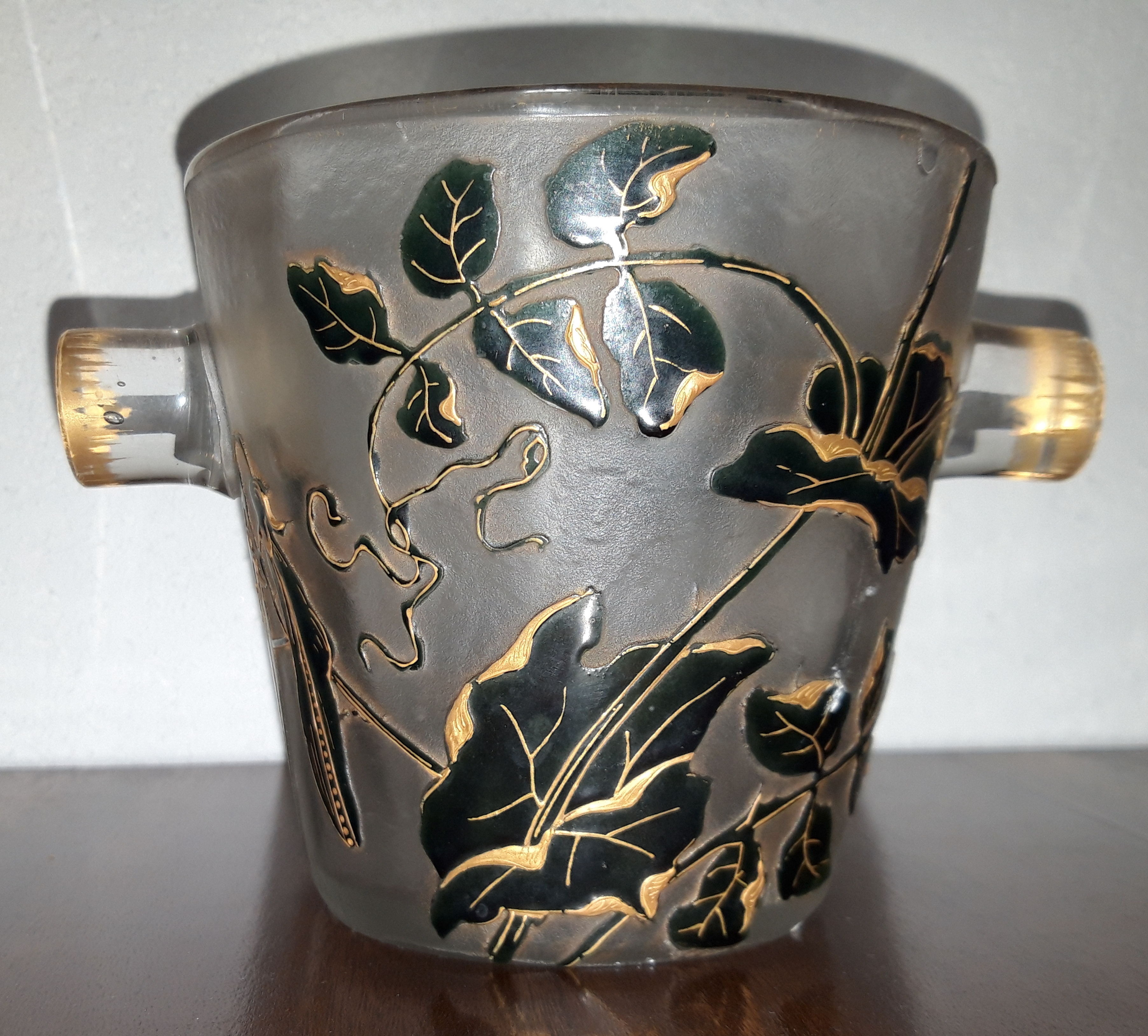
Seau à glaçons décors végétal, 1890-1900
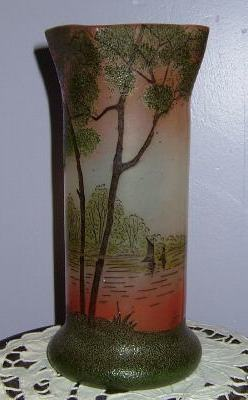
Vase paysage, vers 1900
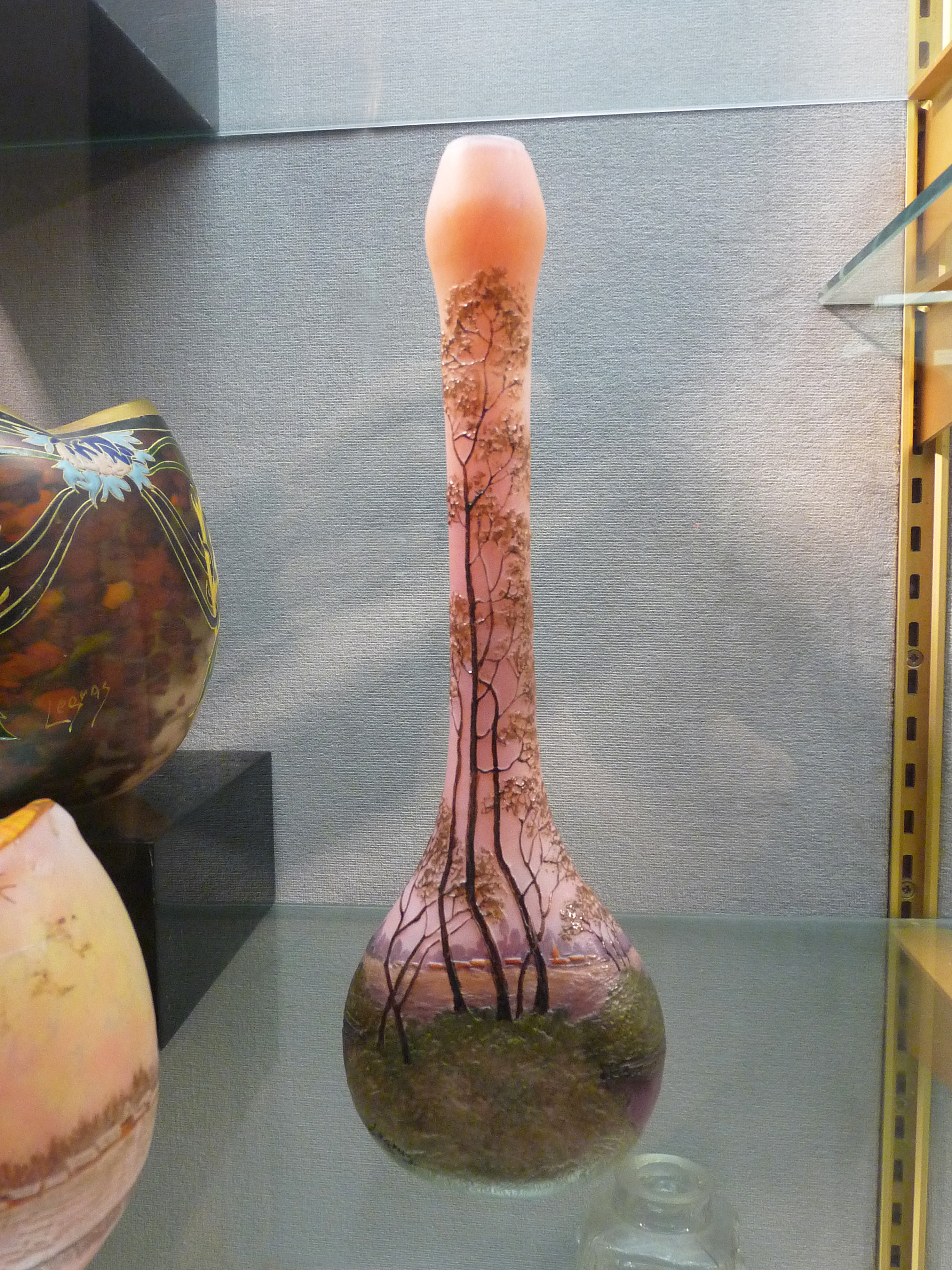
Vase paysage (Musée Charles-de-Bruyères), 1900-1910
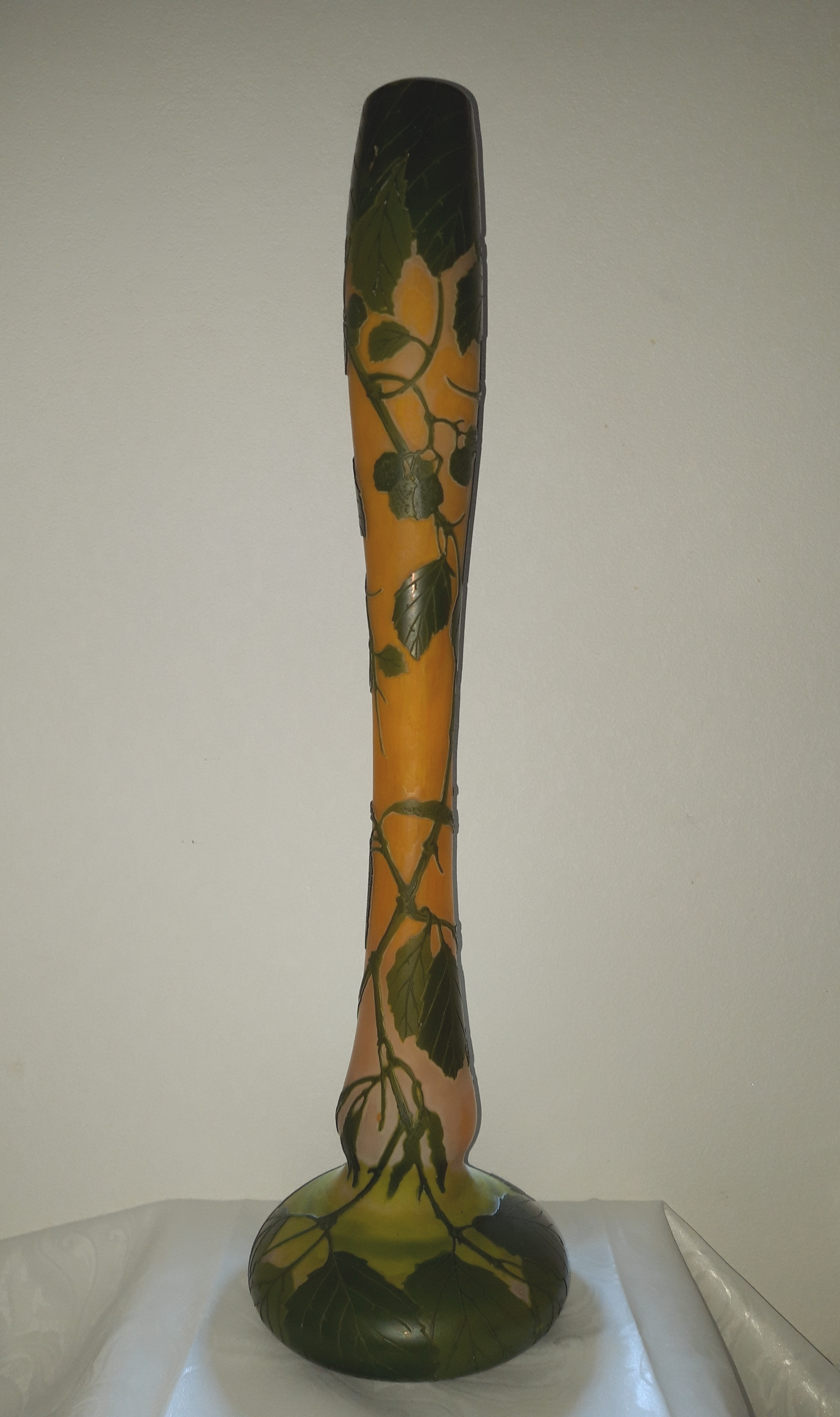
Vase multicouche décors végétal,  1900-1910
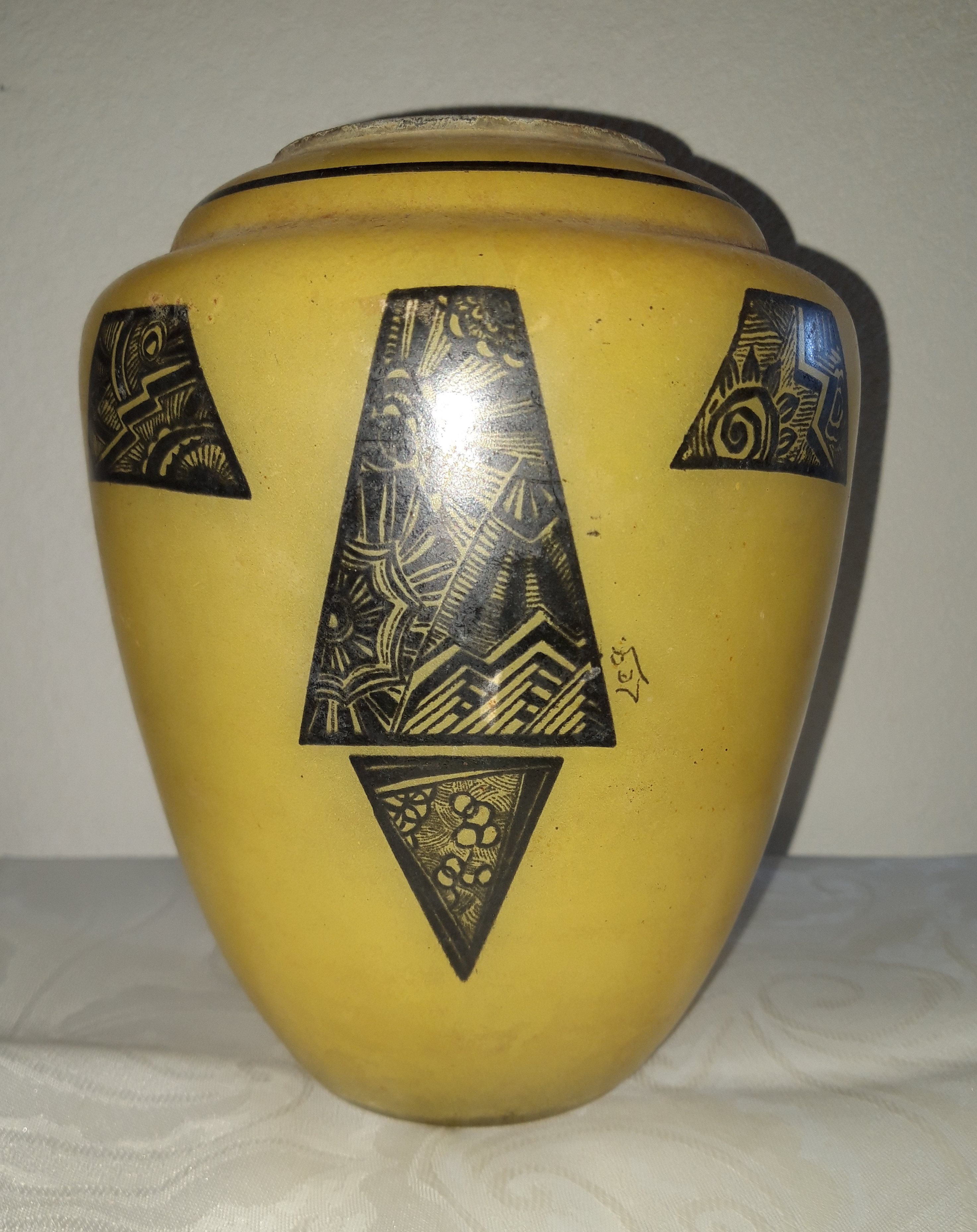
Vase décors géométrique (signé Leg), vers 1925
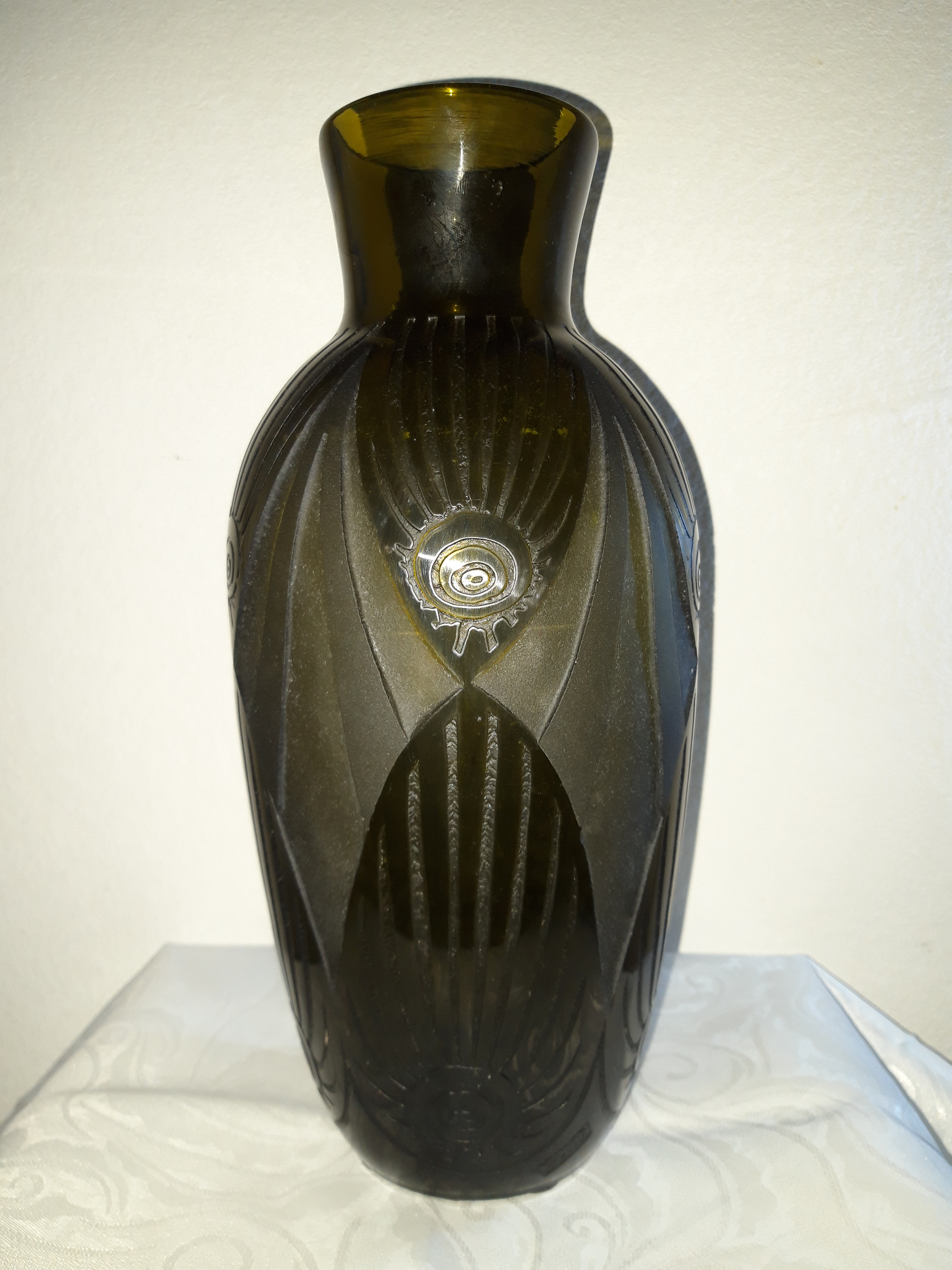
Vase décors géométrique, 1925-1930
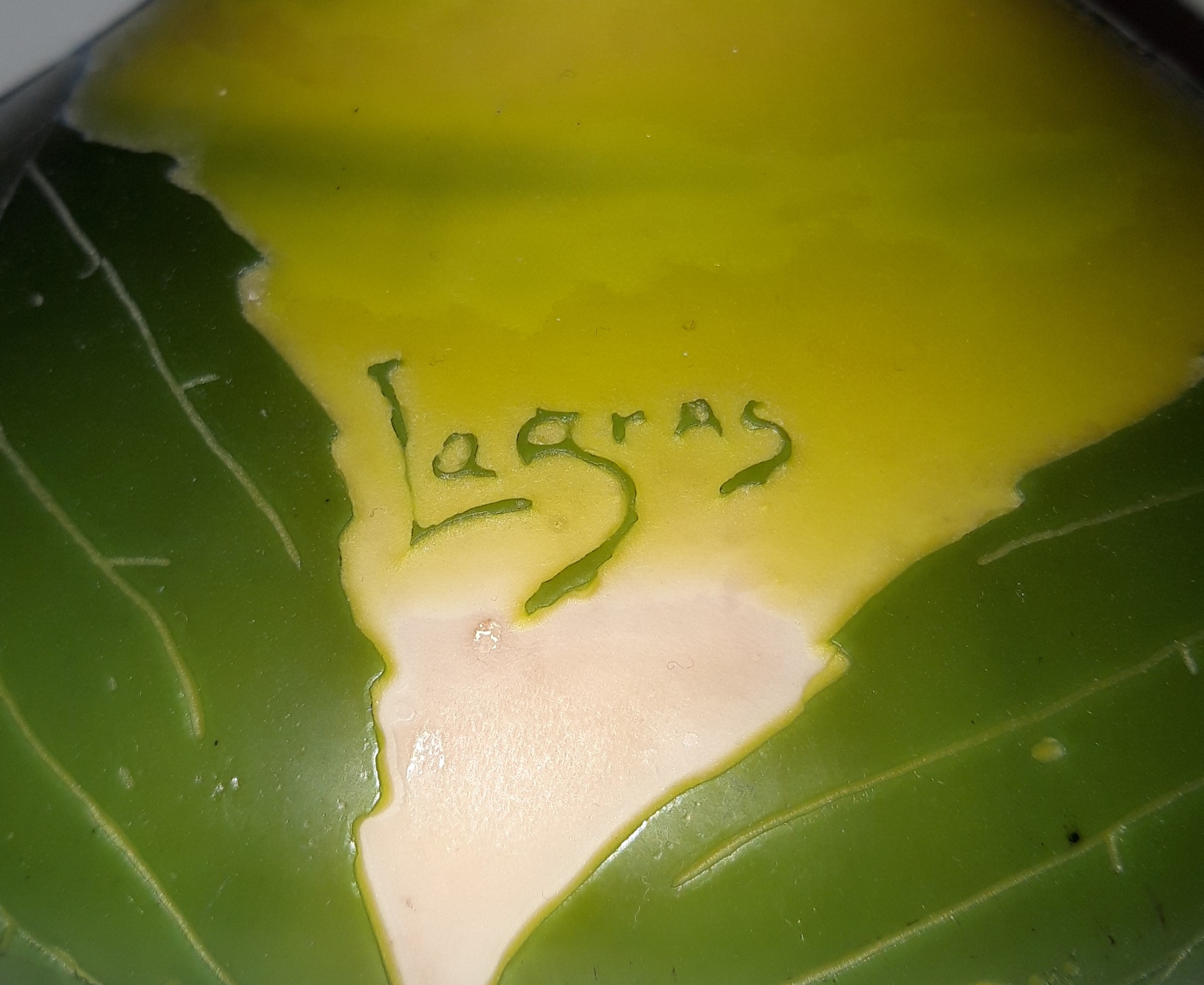
Une signature courante des verreries